# Stazione meteorologica di Alatri
La stazione meteorologica di Alatri è la stazione meteorologica di riferimento relativa alla località di Alatri.

## Coordinate geografiche
La stazione meteorologica è situata nell'Italia centrale, nel Lazio, in provincia di Frosinone, nel comune di Alatri, a 502 metri s.l.m. e alle coordinate geografiche 41°44′N 13°21′E.

## Dati climatologici
Secondo i dati medi del trentennio 1961-1990, la temperatura media del mese più freddo, gennaio, si attesta a +5,6 °C, mentre quella del mese più caldo, agosto, è di +23,2 °C .
| Alatri             | Mesi | Mesi | Mesi | Mesi | Mesi | Mesi | Mesi | Mesi | Mesi | Mesi | Mesi | Mesi | Stagioni | Stagioni | Stagioni | Stagioni | Anno |
| Alatri             | Gen  | Feb  | Mar  | Apr  | Mag  | Giu  | Lug  | Ago  | Set  | Ott  | Nov  | Dic  | Inv      | Pri      | Est      | Aut      | Anno |
| ------------------ | ---- | ---- | ---- | ---- | ---- | ---- | ---- | ---- | ---- | ---- | ---- | ---- | -------- | -------- | -------- | -------- | ---- |
| T. max. media (°C) | 9,1  | 10,4 | 13,2 | 16,7 | 20,8 | 24,8 | 28,7 | 29,2 | 24,9 | 19,1 | 13,9 | 10,6 | 10,0     | 16,9     | 27,6     | 19,3     | 18,5 |
| T. min. media (°C) | 2,2  | 2,7  | 4,8  | 7,7  | 11,3 | 14,8 | 17,3 | 17,2 | 14,8 | 10,7 | 6,9  | 4,1  | 3,0      | 7,9      | 16,4     | 10,8     | 9,5  |